# Chris-Florian Treutler
Chris-Florian Treutler (* 1. Januar 1988 in Peine) ist ein deutscher ehemaliger Handballspieler.
In der Jugend begann Treutler beim MTV Groß Lafferde. Dann wechselte er mit 14 Jahren auf das Sportinternat nach Magdeburg SC Magdeburg. Dort durchlief er die Jugendmannschaften und errang diverse Titel. Unter anderem Deutscher Meister 2006, Länderpokalsieger 2005, sowie den 3. Platz bei der Schülerweltmeisterschaft 2005 in Ungarn.
Treutler wurde meist auf Rückraum Mitte eingesetzt. Er konnte jedoch auch auf Linksaußen und im linken Rückraum spielen. Seine Karriere im Seniorenbereich begann Chris-Florian Treutler bei der TG Münden. Durch konstant gute Leistungen wurde auch die MT Melsungen auf den spielfreudigen Handballer aufmerksam. So spielte Treutler seit der Saison 2008/2009 in der Handball-Bundesliga bei MT Melsungen. Da er eine Förderlizenz hatte, war er zeitgleich für die TG Münden spielberechtigt. Zur Saison 2010/2011 wechselte die Förderlizenz, sodass Treutler sowohl für die MT Melsungen, als auch für die SVH Kassel (zu dieser Zeit 3. Liga Ost) aktiv war. Sein Vertrag in Melsungen lief bis Juni 2011.
Nach Ablauf seines Profivertrages bei der MT Melsungen, entschied sich Chris-Florian in der Region Nordhessen zu bleiben, um seine berufliche Zukunft voranzutreiben. So konnte sich die HSG Baunatal die Dienste des Spielmachers sichern. Dort überzeugte er nicht nur mit seiner Defensivstärke, sondern auch mit seiner Spielintelligenz und vor allem seiner Wurfkraft. 2014 musste er aufgrund eines angeborenen Herzfehlers operiert werden. Während seiner Zeit bei der HSG trainierte er zudem verschiedene Mannschaften. 2015 beendete Treutler seine aktive Karriere.

## Sportliche Erfolge
- 3. Platz Schülerweltmeisterschaft 2005
- Deutscher Jugendmeister 2006
- Deutsche Jugendvizemeister 2005, 2007
- Länderpokalsieger 2005
- Deutscher Beachhandballvizemeister 2006